# 巴布亞領地
巴布亚领地（英语：Territory of Papua）是1883年至1975年间，英國於新几内亚岛东南部的領地。1883年，昆士兰殖民地政府为大英帝国吞并了这片领土，英国政府拒绝批准这次吞并，但在1884年宣布在该领土上设立一个保护国，称为“英属新几内亚”。英国吞并整个领土的确切日期尚不清楚，《1905年巴布亚法案》指出此事发生在1888年9月4日左右。1902年3月18日，该领土被交由澳大利亚联邦管辖，接受决议由联邦议会通过，以巴布亚的名称接受了该领土。
1949年，新几内亚领地和巴布亚领地建立了名为巴布亚和新几内亚领地的行政联盟。该行政联盟在1971年改名为巴布亚新几内亚。尽管巴布亚领地是行政联盟的一部分，但其始终保持着不同的法律地位和身份：巴布亚领地是王室领地，而新几内亚领地最初是国际联盟托管地，后来是联合国托管领土。这种法律和政治上的区别一直保持到1975年巴布亚新几内亚独立为止。
巴布亚组成今日巴布亚新几内亚的南部地区，并包含领地的首都莫尔兹比港，其后来成为独立国家的首都。

## 历史

### 背景
考古证据表明，人类至少在60,000年前就到达了新几内亚，这些美拉尼西亚人发展了石质工具和农业。在南太平洋航行的葡萄牙和西班牙航海家于16世纪初进入了新几内亚水域，在1526–1527年间，葡萄牙探险家豪尔赫·德·梅内塞斯（Don Jorge de Meneses）来到了主要岛屿“巴布亚”。1545年，西班牙探险家奥尔蒂斯·德·雷特斯（Yñigo Ortiz de Retez）将该岛命名为“新几内亚”，原因是他认为该岛的居民与非洲几内亚地区沿岸的居民很像。在被这些欧洲探险者发现后的几个世纪中，巴布亚岛内陆地区的探索都很少。

### 吞并
1883年，昆士兰地区总理托马斯·麦克维尔莱爵士（Thomas McIlwraith）命令星期四岛治安官亨利·切斯特（Henry Chester）以英国政府的名义前往莫尔兹比港并吞并新几内亚及邻近的岛屿。切斯特于1883年4月4日宣布这一宣言，但英国政府否决了这一行动。
1884年11月6日，在澳大利亚殖民地承诺提供财政支持之后，该领地成为英国的保护国。
1888年9月4日，它与一些邻近的岛屿一起被英国并入，称“英属新几内亚”。
今日巴布亚新几内亚的北部地区从1884年开始受到德意志帝国的商业控制，并在1899年由德国政府直接统治，其在当时是德属新几内亚殖民地的大部分地区，被称为威廉一世之地。
1902年，巴布亚有效地移交给了英国新的自治领澳大利亚。随着《1905年巴布亚法案》的通过，该地区正式更名为巴布亚领地，1906年澳大利亚对当地的行政管理正式建立。
在1914年第一次世界大战爆发时，澳大利亚派遣2000人的澳大利亚海军和军事远征军在1914年9月11日登陆后占领了威廉一世之地。1919年，《凡尔赛条约》正式确定了澳大利亚对新几内亚领地的接管。

### 第二次世界大战
在太平洋战争爆发后不久，新几内亚岛就被日本攻占。巴布亚领地是其中受到影响最小的地区，西巴布亚（即当时的荷属新几内亚）以及新几内亚领地（前德属新几内亚）的大部分地区被占领，而巴布亚领地因其靠东的地理位置以及几乎无法越过的欧文斯坦利山脉而免于被攻占。在战争期间，巴布亚领地及新几内亚领地的民政管理暂停实行戒严。
1942年，新几内亚战役在新几内亚领地的新不列颠岛及新爱尔兰岛爆发，该领地的首府拉包尔在当年1月22-23日被日军攻占，日军随后在此地建立了主要基地，并从此地继续登陆新几内亚，向莫尔兹比港和澳大利亚进攻。日军最初想通过海上入侵攻占莫尔兹比港，但在5月的珊瑚海海战中被美国海军及澳大利亚海军所阻止，随后日军试图通过科科达小径在陆上从北部进攻。自1942年7月起，一些澳大利亚后备营在崎岖的欧文斯坦利山脉地区为抵抗日军的进攻而进行了顽强的后卫作战，他们中的不少人非常年轻且未经训练。这些非正规军因大量人员伤亡而几近崩溃，在巴布亚当地护工以及医疗助理的支持下坚持到当年8月下旬，等来了从地中海战场撤回的澳大利亚第二皇家部队中的正规军的支援。
1942年9月初，日本海军陆战队袭击了位于米尔恩湾，接近巴布亚东端战略性的澳大利亚皇家空军基地，但被澳军击退，此次的米尔恩湾战役标志着日本陆军第二次世界大战中的首次彻底失败的战役。1943-44年在巴布亚领地及新几内亚领地开展的攻势是澳大利亚武装部队所执行过的最大规模的关联行动。此次行动的行动最高指挥官为美国五星上将道格拉斯·麦克阿瑟（Douglas MacArthur），同时澳大利亚陆军元帅托马斯·布莱梅（Thomas Blamey）直接参与计划，行动基本上由莫尔兹比港新几内亚部队总部的工作人员指挥。此后澳大利亚军队与日本第18军持续在新几内亚领地进行激烈的作战，直到1945年日本投降为止。

### 行政与新几内亚的统一
二战结束后，按照《1949年巴布亚与新几内亚法案》，巴布亚领地及新几内亚领地合并为巴布亚和新几内亚领地。但是出于澳大利亚国籍法的目的，两个领地之间保持了区别，當中僅有巴布亞領地居民具澳洲公民身份。该法案规定了立法委员会（成立于1951年），司法组织，公共服务机构和地方政府体系。
在澳大利亚外部领土部长安德鲁·皮考克（Andrew Peacock）时期，该领地于1972年实行自治。1975年9月15日，在惠特拉姆任期内，根据《1975年巴布亚新几内亚独立法案》，该领地独立为巴布亚新几内亚。